# Земське училище (Лемеші)
Земське училище або Будинок Лемешівської земської школи — пам'ятка архітектури місцевого значення в Лемешах. Наразі будівля не використовується.

## Галерея

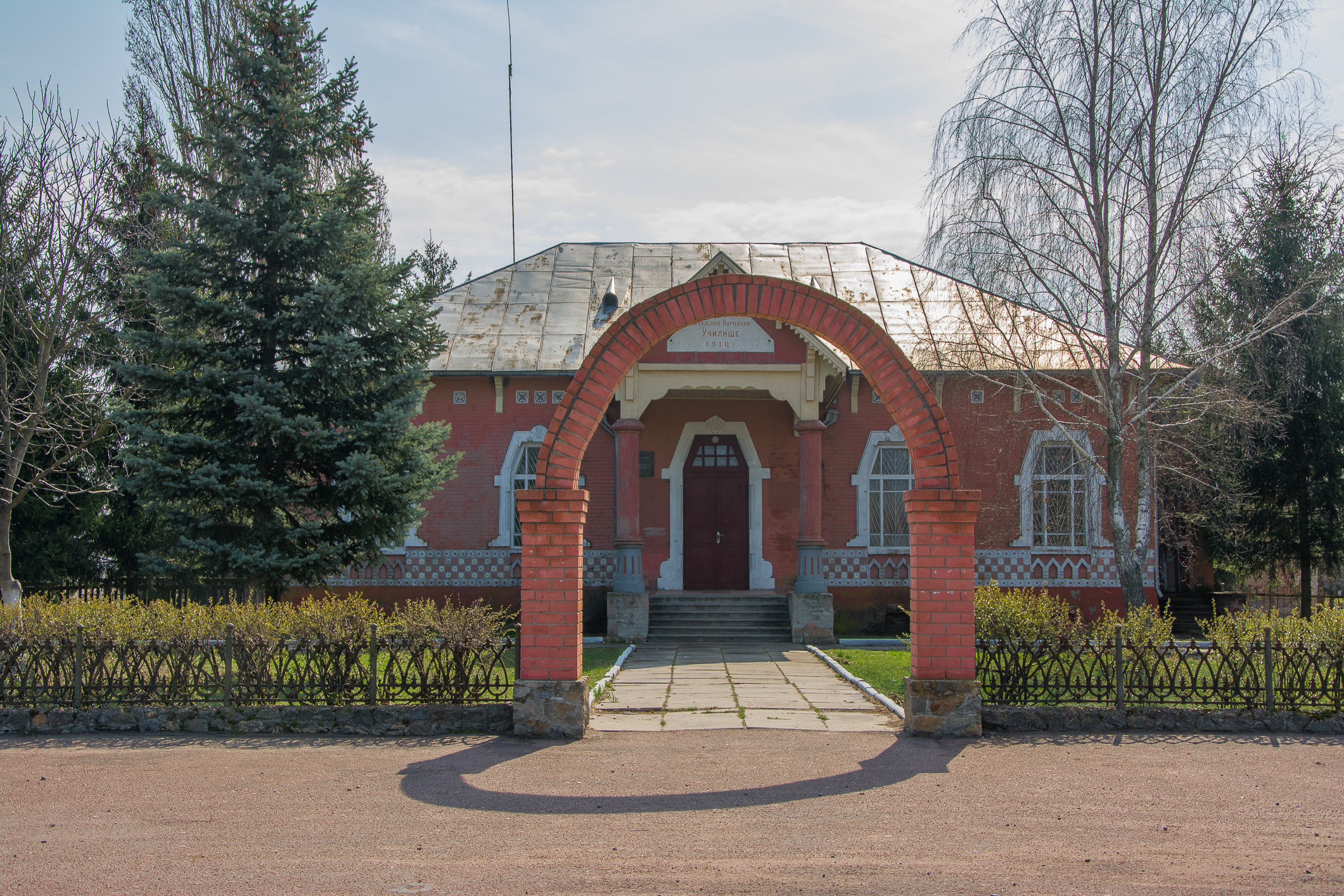
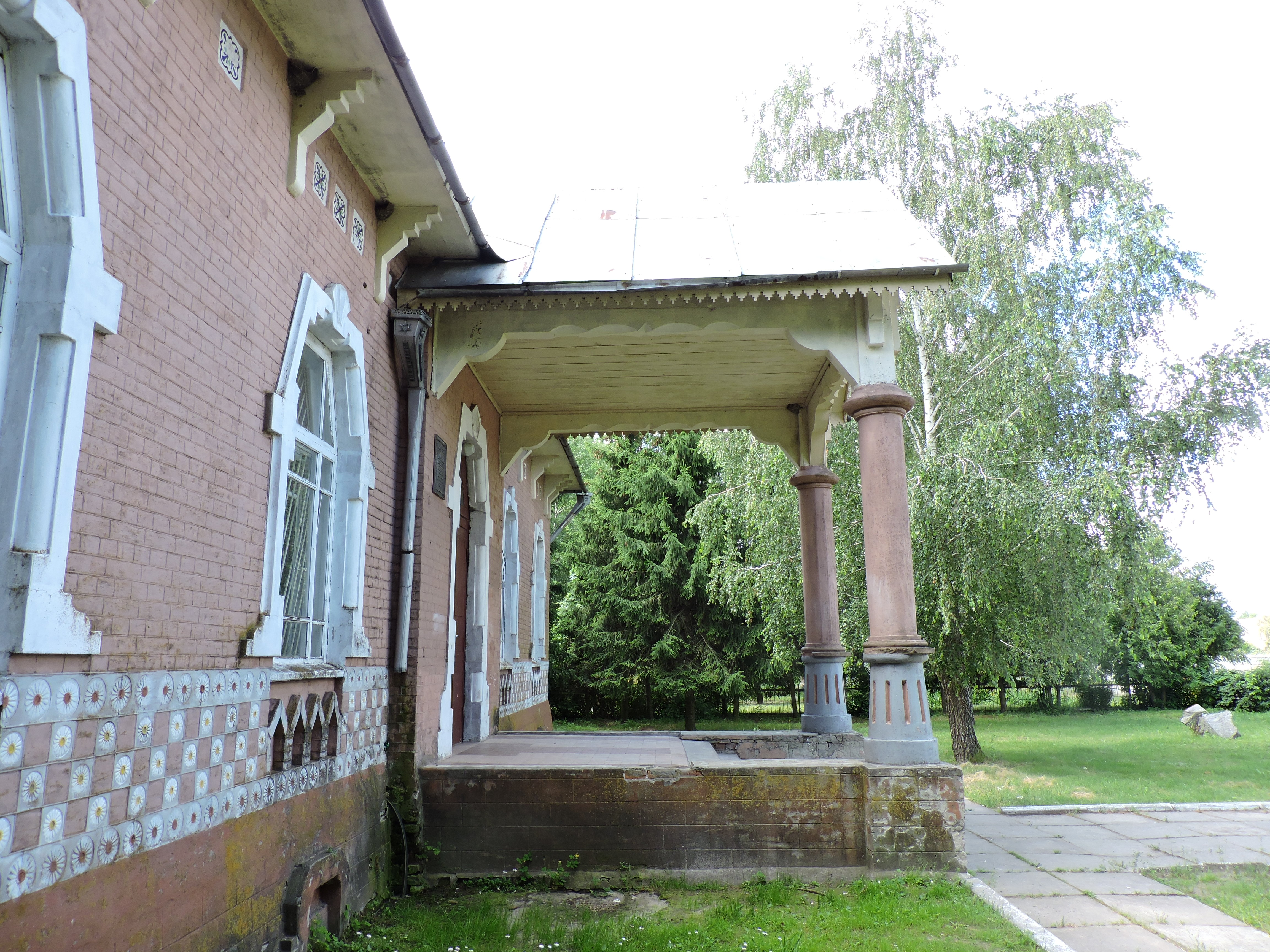
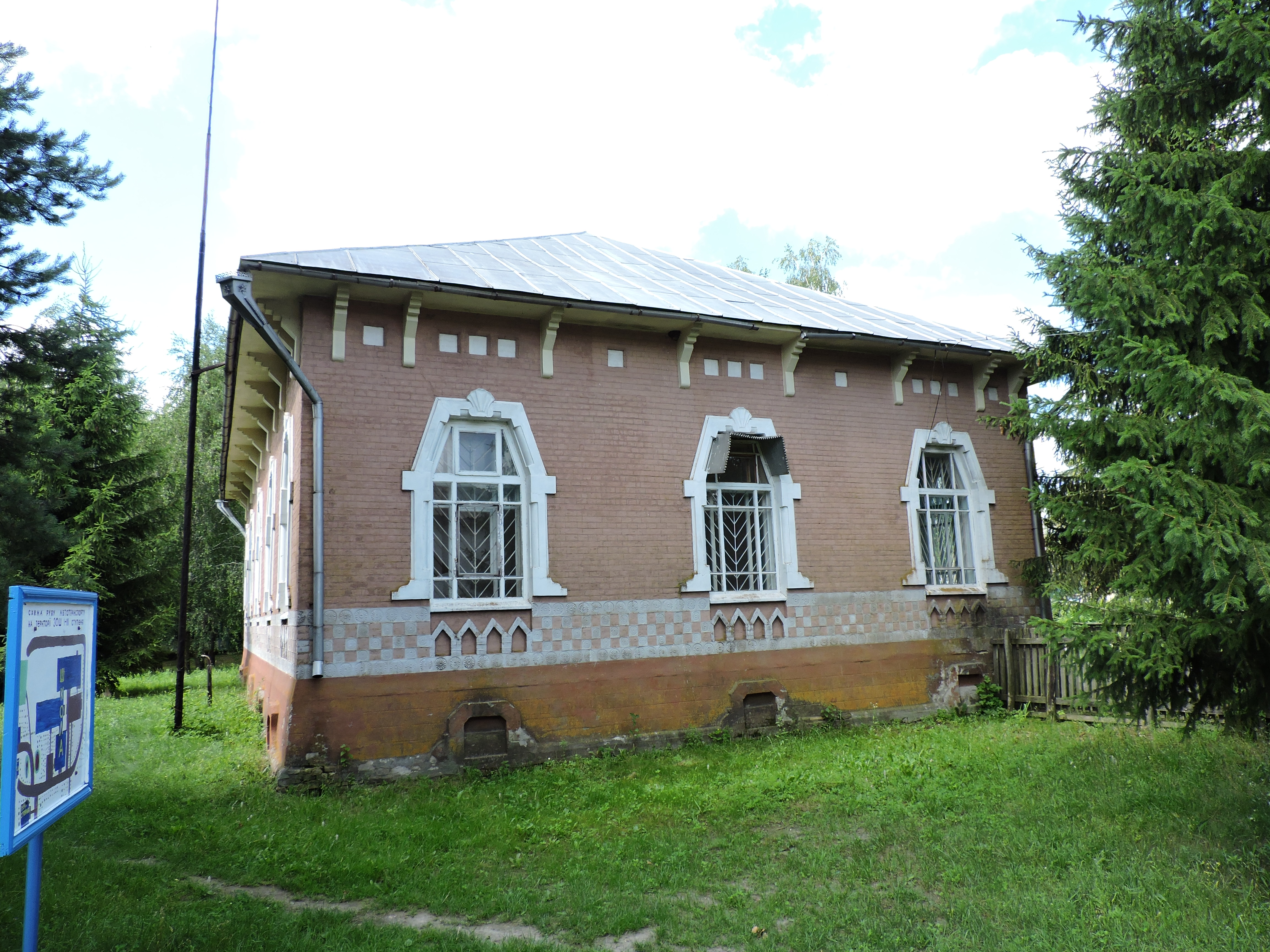
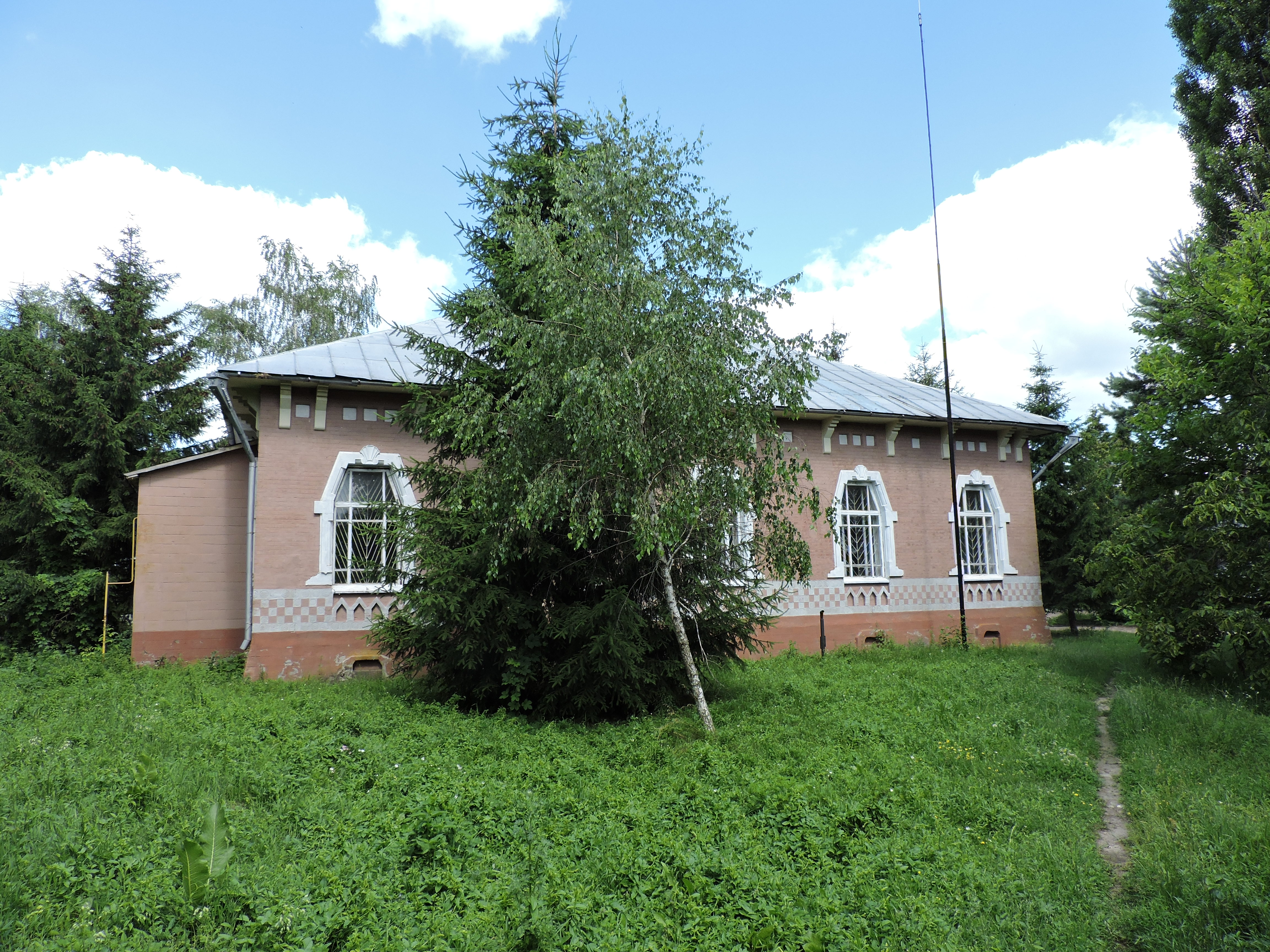
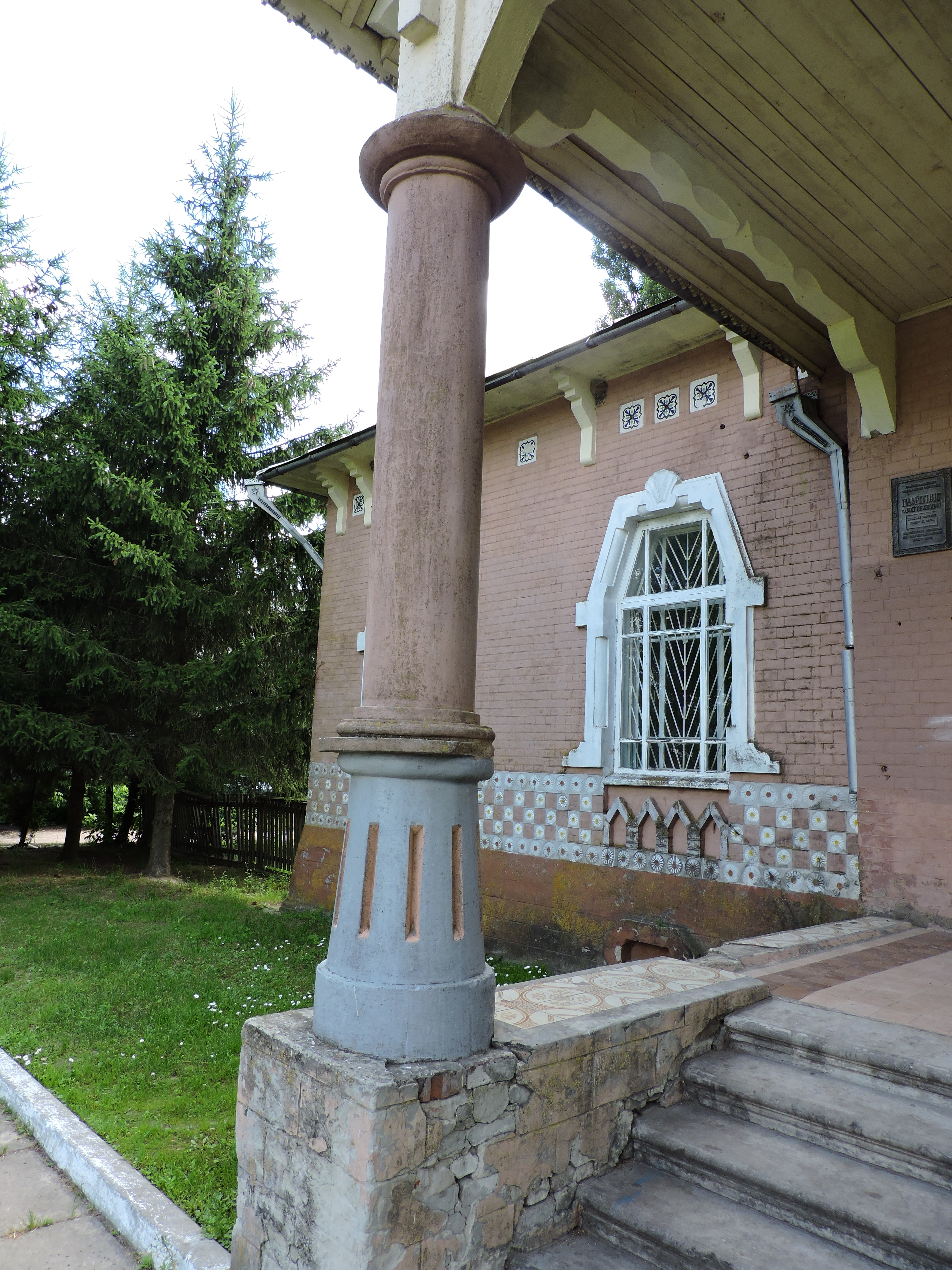
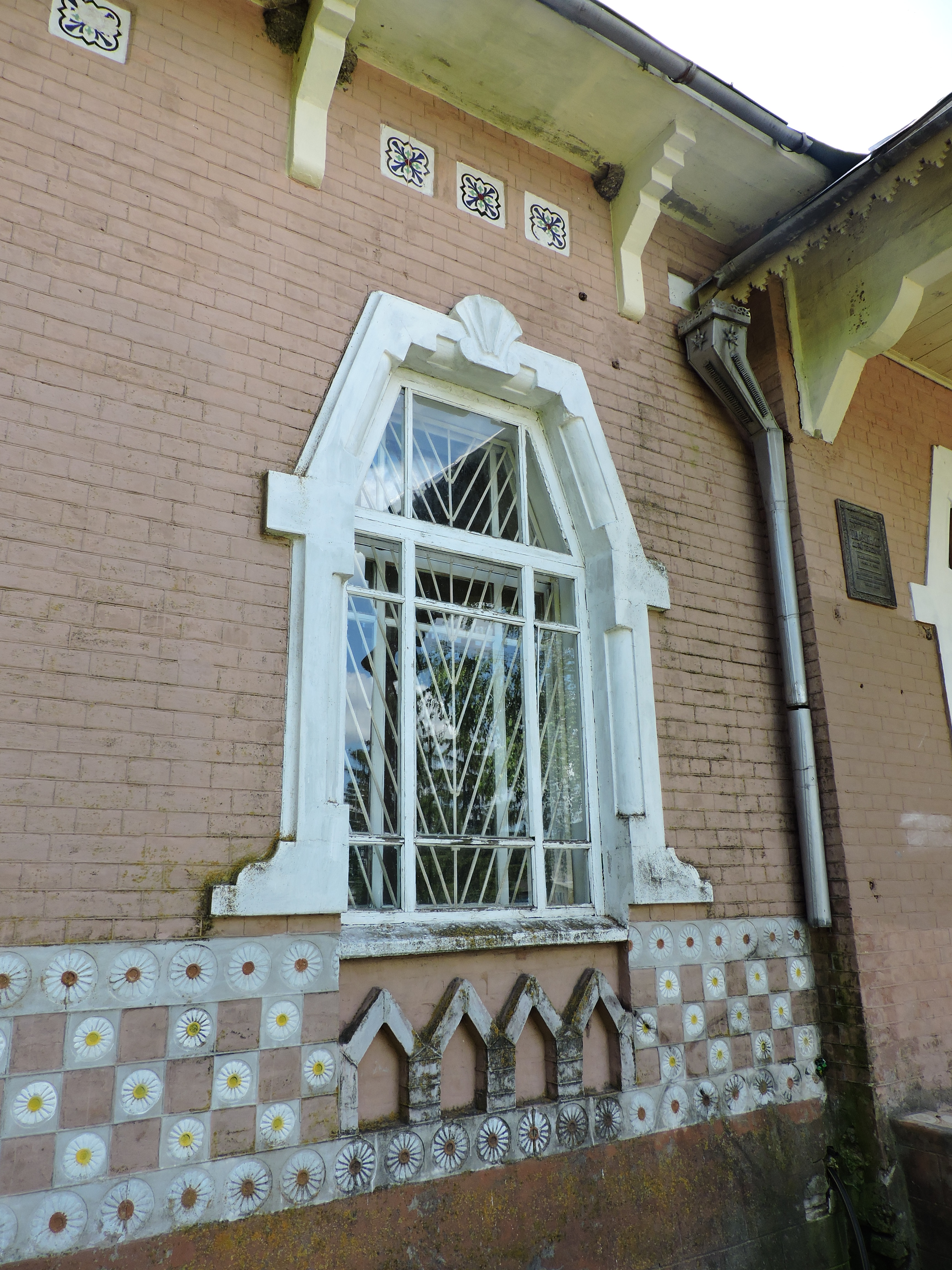
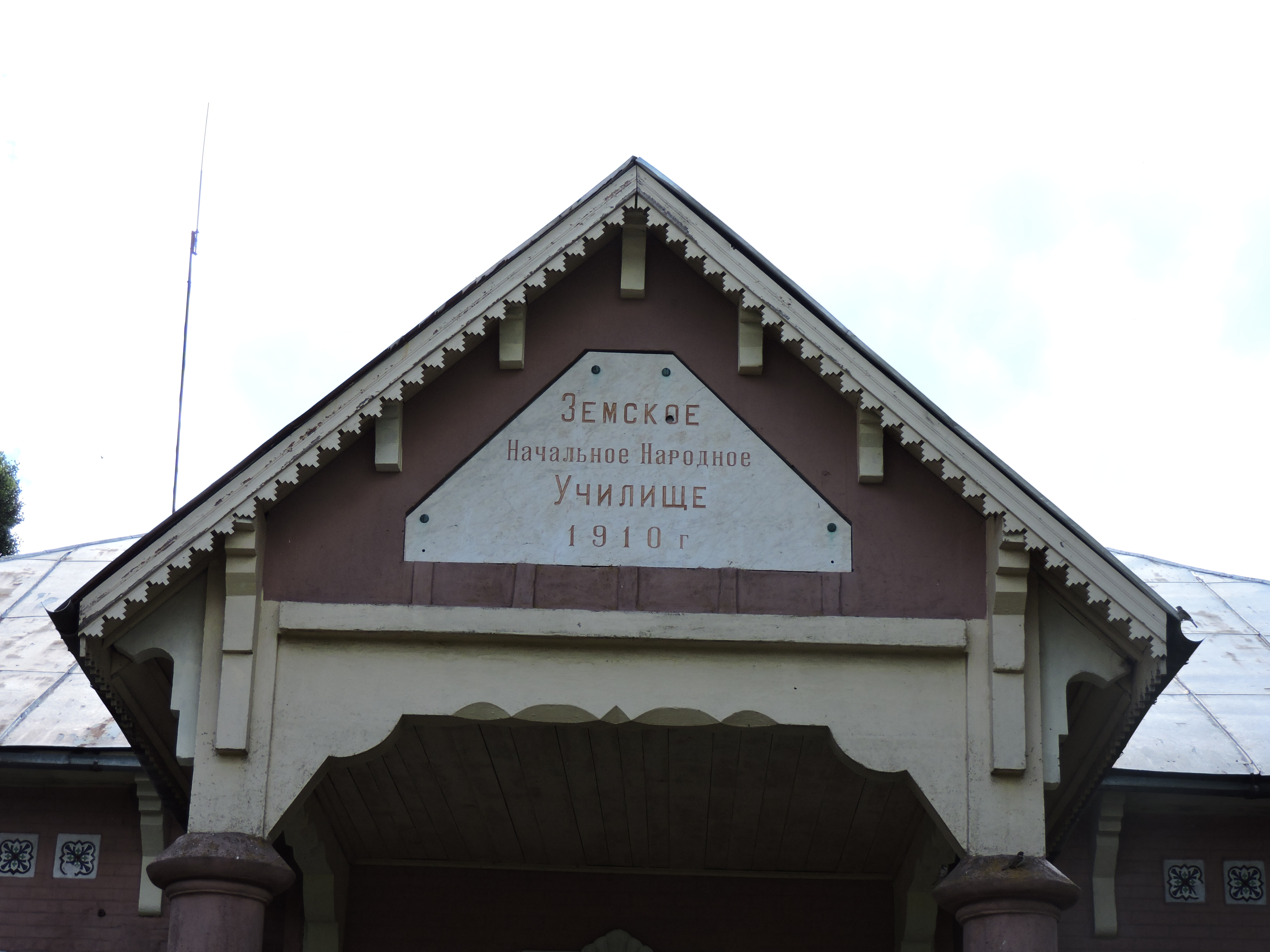
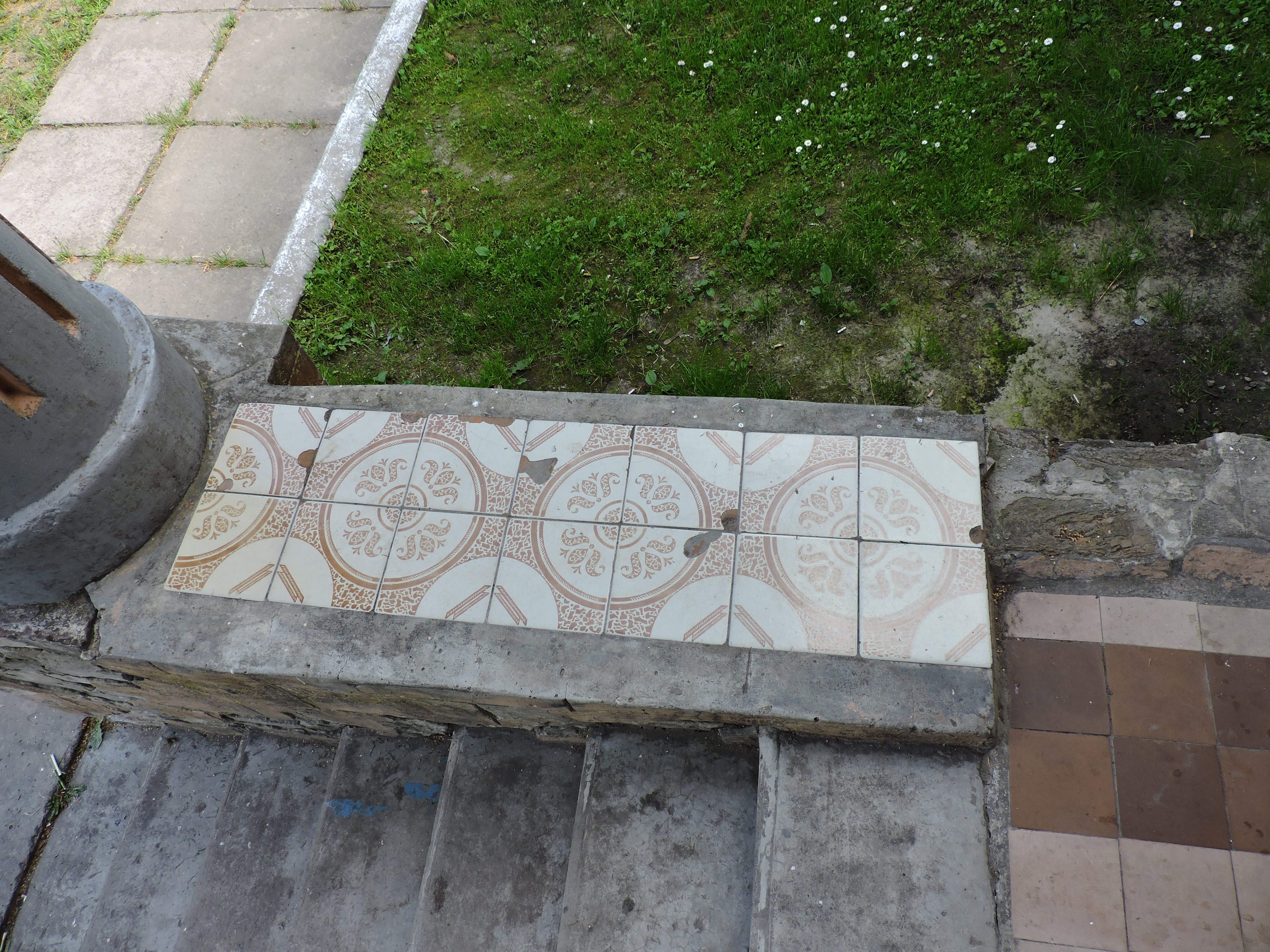
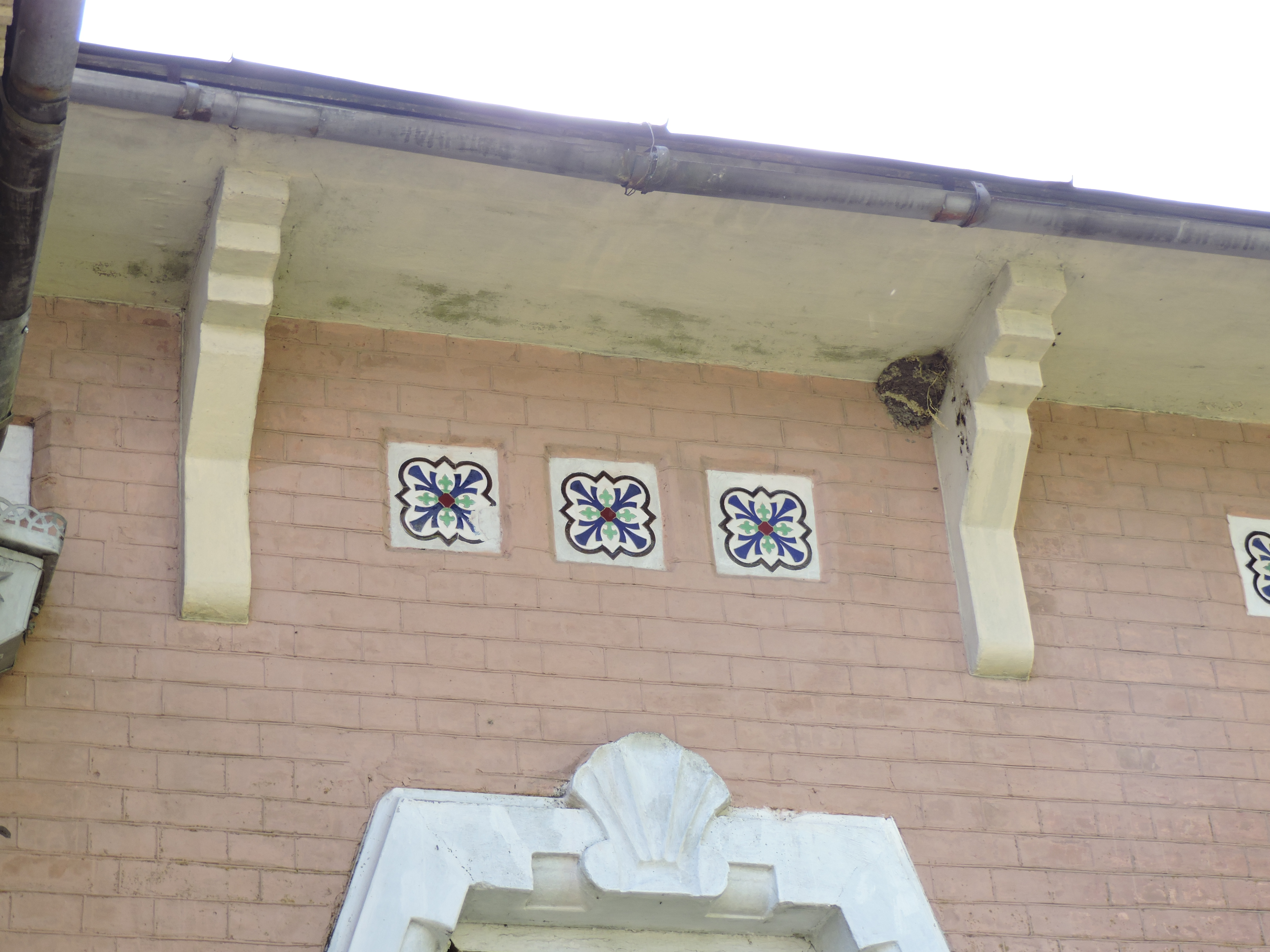
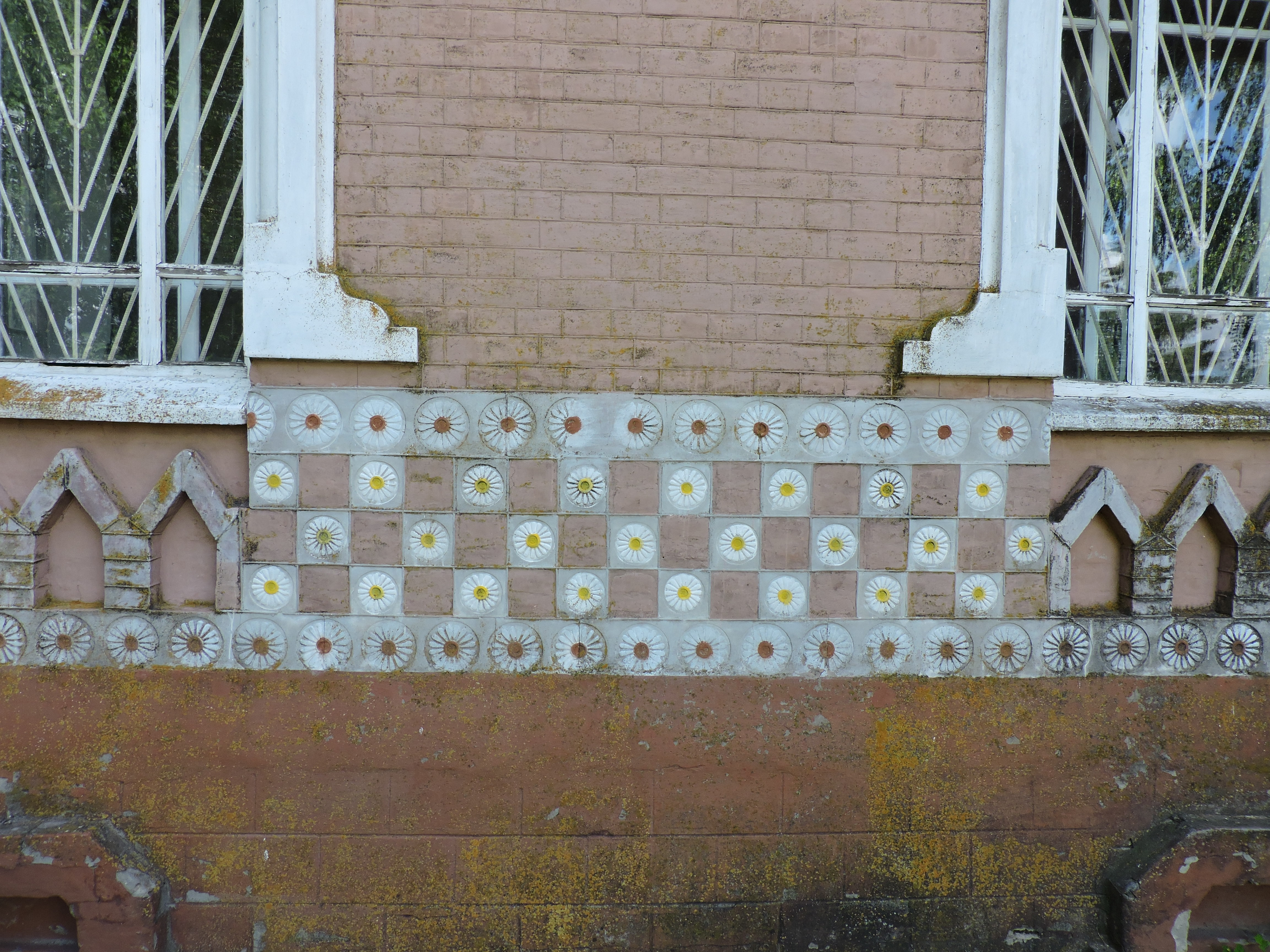

## Історія
Рішенням виконкому Чернігівської обласної ради народних депутатів від 12.02.1985 № 75 надано статус «пам'ятник архітектури місцевого значення» з охоронним № 26-Чг під назвою «Земське училище». Встановлено інформаційну дошку «Земське народне училище».

## Опис
Будинок Лемешівської земської школи (училища) є прикладом архітектури українського народного стилю початку ХХ століття на Чернігівщині. Викликав позитивні відгуки у пресі, зокрема, художника та етнографа Григорія Коваленка.
Будівля земської школи була побудована в період 1909—1910 років на кошти Г. К. Розумовського за проєктом інженера І. М. Якубовича під наглядом Буштедта на згадку про Наталію Разумовську (мати Олексія і Кирила Розумовських). Будівлею було побудовано на місці, де на початку XVIII століття стояв будинок Розумів (Розумовських).
Одноповерхова, кам'яна з червоної цегли, з двоколонним монолітним залізобетоном ґанком і великим шестикутним формою порталом і вікнами, прямокутний у плані будинок, з чотирисхилим дахом. Ґанок із трикутним фронтоном, який оформлений декоративним різьбленням, а в тимпані фронтону вміщено дошку з написом: «Земське початкове народне училище 1910 р». У оздобленні вікон вперше у селянському будівництві в Україні використано збірні залізобетонні блоки. Фасади прикрашені орнаментальними цементними плитками та зеленими майоліковими вставками, які на зразок плахти вкривають частини стін. Карнизи будинку та ганку спираються на кронштейни (консолі).
Наразі будівля не використовується. Раніше тут розміщувалося с/г підприємство «Агрофірма імені Розумовських». Біля входу на фасаді розміщувався стенд «Із заповіту Кирила Розумовського».